# Honda Africa Twin
A Honda Afric Twin a Honda motorkerékpárgyár által gyártott többcélú, ún. túraenduro stilusú motorkerékpár. Tipusjelzéseik:  XRV-650, XRV-750, CRF1000 és CRF1100. A  Honda 1988 és 2003 között gyártotta az első XRV szériákat, melyet 2016-tól követett az új CRF tipusjelzésűek. Stílusa a klasszikus Párizs-Dakar hosszútávú terepversenyeken kialakult rallye, vagy más néven nagyenduro. Neve is az afrikai kontinensen átvezető versenyre és a kéthengeres kivitelére utal.

## Története
A Párizs-Dakar futam nehézsége és veszélyessége révén hamar hírhedtté vált, amelyen a Honda 1982-ben diadalmaskodott először egy XR550R tipusú motorral. (Cyrill Neveu)  A következő években az egyre erősebb motorokkal induló konkurens gyárak lépésre késztették a Hondát is, így megszületett az NXR-750R tipusjelű, kéthengeres, folyadékhűtéses motorkerékpár, amely már a megjelenés évében megalázó vereséget (1. 2. 3. helyezés) mért a mezőnyre. 1986 és 87-ben Cyrill Neveu, 88-ban Edy Orioli, míg 89-ben a közben módosított, immár NXR-820R jelű géppel Gilles Lalay (+1992) nyert. Ezután a Honda évekre visszavonult. A sikereket persze eladott utcai motorokra akarták beváltani, így 1987-ben megjelent a Transalp, majd 88-ban az NXR-750-re megszólalásig hasonlító Africa Twin.

## Elődök
Honda XLV-750R 1983-86 között gyártott léghűtéses V2 hengerelrendezésű, kardánhajtásos.
Honda XL600V Transalp. Műszakilag lényegében megegyezik az Africa Twinnel, de szinte nincs is közös alkatrész.

## Utódok
Honda XL1000V Varadero, Ezres, V2-es motor, (Honda VTR)  aminél a terepalkalmasság háttérbe szorult.
Honda VFR120X Crosstourer, V4-es túramotor, amely már csak halványan emlékeztet a tereptúra stílusra.

## Az új Africa: Honda CRF 1000 Africa Twin
Mint a típusjelzés is mutatja egy teljesen új fejlesztésű motor kapta meg a legendás típusnevet. Gyártása 2015 őszén, a 2016-os modellévvel kezdődött. Soros kéthengeres, 270-fokos elékelésű főtengellyel, 95 lóerős teljesítménnyel. Súlya, futóművei alapján méltó utóda lesz az XRV családnak. Magyarországi forgalmazása január közepén kezdődött

## Változatok
RD03:  (XRV-650) 1988-89-ben volt gyártásban,  650-es, 50 Le.  Egy első féktárcsa, ami burkolat alatt van, a váz fehér a blokk oldalfedelei bronzszínűek. Gyárilag csak a fehér alapon kék-piros fényezéssel készült, ez a 88-ban győztes versenyváltozatot idézi.
RD04: (XRV-750)  1990-91-92 -ben gyártották, itt volt az első nagy változás, a blokk 750-es és 59 Le. Megjelenik az olajhűtő, a második féktárcsa az első keréken. A váz még ezen is fehér, a  blokk oldalai bronz, míg a felnik arany színűek.Változott a kipuffogódob alakja is.  Módosultak az idomok és a szélvédőplexi formája, a tanksapka nem süllyesztett. 92-ben megjelent a Tripmaster, amely remekül megidézte a verseny műszereket, de hasznos segítség volt közúton is.
RD07:   Ez a széria  1993-94-95 -években készült, azaz ez is három évjáratban volt gyártásban,  Ez is 750-es (vagyis pontosan 742)   de nagyobb a karburátorok fúvokamérete, ezért ezek névleg 61 lóerősek.  A második és egyben utolsó nagy változást ez a széria hozta: módosult a váz felső két eleme, innentől a hátsó hengerfej mellett vezetnek a kormánynyak felé, nem felette és világos-ezüst színű lett a fehér helyett. A legszembetűnőbb változás itt történt, a  teljes idom megváltozott, lágyabb - ívesebb vonalvezetésű lett. A légszűrő az ülés alól a kormánynyakhoz  kerül egy műanyag fedél alá, a tank ezt öleli körbe, a visszajelző lámpák helyett tartalékállásos a benzincsap, (ezután már csak 5 visszajelzőlámpa van) és nagyobb, teljesen új formájú lett a kipufogódob. Szintén új formájú tank némileg kisebb és a tanksapka már süllyesztett.  A blokk teljesen ezüst, a felnik arany színűek, az ülés pedig fekete vagy kék.
RD07A:  1996-2003  Műszakilag lényegében nem változott '93 után a motoron, de néhány apróság és a fényezés  igen.  Tehát  ismét  új (kissé egyszerűbb) festési minta jelent meg. Módosult a fejidom (és a konzolja is)  szemből nézve csak egy nagy csavar tartja az idomot a lámpák felett (előtte a lámpák mellett volt 2 csavar)  és megváltozott a szélvédőplexi is formája is.  Új a gyújtásrendszer, dupla- ikertrafós gyújtás a 4 trafós helyett és megjelenik a fojtószelepszenzor a karburátor jobb oldalán.  Új úszóház-szellőztető csőrendszer jelenik meg-ettől hosszabb állás után könnyebben indul. A hátsó rugóstag tágulási tartályán már nincs állítási lehetősége a csillapításnak. Az első teleszkópról lespórolták levegőszelepet, csak a helye maradt meg.. Szélesebb a hátsókerék (3coll) és gumi (140), a felnik ezüst színűek.
Altipusok 96-tól:
RD07B: a 07A 50Le-s kivitele,  Németországban volt népszerű, az ottani adóhatárokhoz illeszkedett, csak a szivócsővel csökkentették a teljesítményét.
RD07C:  Ez az ún.  Osztrák kivitel, teljesítménye 35kW (48LE) ez  egy RD07 modell, a 07A fejidomjával és fényezésével, A vezérműtengely és a szivócső is eltérő
RD07D   A svájci kivitel, a C tipus testvére, ahhoz képest csak a szivócső eltérő, 
2016-tól egy kivitel jelent meg CRF1000 néven.
2018-tól két változat került gyártásba, az alaptipus és egy Adventure Sports nevű modell. Ez nagyobb tankot, hosszabb rugóutakkal rendelkező futóműveket kapott.
2020-tól teljesen átalakult, kissé nagyobb lett (1100) teljesíti az Euro-5 előírásait) de a teljesitmény nem változott.  Ismét két tipusváltozatban árulják, az alaptipus lecsupaszított, endurosabb lett. A másik a hosszútávú túrázó, magasabb alapfelszereltséggel és rengeteg rendelhető extrával, ami akár elektronikus vezérlésű futómű is lehet.                           

## Évszámok
- 1987 őszén bemutatják az új típust.
- 1988-as vázkóddal megindul a gyártás.
- 1990-től már 750cm3 a lökettérfogat.
- 1993 megjelenik a 07-es széria.
- 1996 megjelenik a 07A (B,C,D) típus
- 2000 változik a fényezés, innen már csak két színvariáció van. (piros-kék-fehér és fekete-homokszín)
- 2002 év végén szűnt meg a gyártás, ám ekkor már a 2003-as vázszámkódokat kapta meg.
- 2015 CRF1000 bemutatója
- 2017 facelift, Adventure Sports megjelenése
- 2019 CRF1100 modellfrissités

## Technikai adatok
Négyszög szelvényű acél bölcsőváz, elöl 43mm átmérőjű hagyományos teleszkópvilla 220mm rugóúttal, hátul aluminium lengővilla központi rugóstaggal, progresszív himbarendszerrel. XRV-650-en szimpla, 1990-től dupla első tárcsafék, kétdugattyús úszónyergekkel fix felfogatású tárcsákkal,  hátul szimpla tárcsafék, egydugattyús úszónyereggel. Elöl 21, hátul 17 collos kerékmérettel.
Az erőforrás folyadékhűtésű, kéthengeres, 52fokos hengerszögű V-motor, 76 fokos hajtókar elékeléssel. Hengerenként 3 szelep és 2 gyújtógyertya, fogaslánc hajtású felülfekvő vezérműtengely (OHC) 2db 34mm torokátmérőjű, vákuumos karburátorral, elektronikus gyújtórendszerrel.
Primer hajtás egyenesfogazású, előfeszített fogaskerékkel, olajfürdős többlamellás kuplung, mechanikusan kapcsolható 5 fokozatú váltó. Szekunderhajtás görgős lánccal.
Súlya menetkészen, de benzin nélkül 185 kg (XRV-650) és 207kg (XRV-750)

## Klubélet Magyarországon
Magyarországon 2001-ben alakult először klubja a típusnak ATIC.hu néven, amely 2004 végére megszűnt.
2005 tavaszán alakult újjá a márkaklub, mely 2008-ban alapító tagja volt a Honda Márkaklubok Szövetségének.
A klub a sok változás ellenére az eredeti célját megtartva működik, segíti a tulajdonosokat, közös programokat szervez a típus szerelmeseinek.
http://www.africatwinclub.hu